# Episodi di Frasier (prima stagione)
La prima stagione della sitcom Frasier è stata trasmessa in prima visione negli Stati Uniti d'America da NBC dal 16 settembre 1993 al 19 maggio 1994.
In Italia è andata in onda in prima visione nel 1995 su Tele+; gli episodi 1x21 e 1x24, mai stati doppiati, sono andati in onda per la prima volta sul canale satellitare Jimmy in lingua originale con i sottotitoli.
| nº | Titolo originale                    | Titolo italiano                | Prima TV USA      | Prima TV Italia |
| -- | ----------------------------------- | ------------------------------ | ----------------- | --------------- |
| 1  | The Good Son                        | Il bravo figliolo              | 16 settembre 1993 | 1995            |
| 2  | Space Quest                         | Voglia di privacy              | 23 settembre 1993 |                 |
| 3  | Dinner at Eight                     | Invito a cena                  | 30 settembre 1993 |                 |
| 4  | I Hate Frasier Crane                | Detesto Frasier Crane          | 7 ottobre 1993    |                 |
| 5  | Here's Looking at You               | L'occhio indiscreto            | 14 ottobre 1993   |                 |
| 6  | The Crucible                        | Giustizia è fatta              | 21 ottobre 1993   |                 |
| 7  | Call Me Irresponsible               | Il codice morale               | 28 ottobre 1993   |                 |
| 8  | Beloved Infidel                     | L'adorata infedele             | 4 novembre 1993   |                 |
| 9  | Selling Out                         | Svenduto                       | 11 novembre 1993  |                 |
| 10 | Oops!                               | Pettegolezzi                   | 18 novembre 1993  |                 |
| 11 | Death Becomes Him                   | La morte gli dona              | 2 dicembre 1993   |                 |
| 12 | Miracle on 3rd or 4th Street        | Natale a Seattle               | 16 dicembre 1993  |                 |
| 13 | Guess Who's Coming to Breakfast?    | Indovina chi viene a colazione | 6 gennaio 1994    |                 |
| 14 | Can't Buy Me Love                   | Frasier non si compra          | 20 gennaio 1994   |                 |
| 15 | You Can't Tell a Crook by His Cover | Strane amicizie                | 27 gennaio 1994   |                 |
| 16 | The Show Where Lilith Comes Back    | Il ritorno di Lilith           | 3 febbraio 1994   |                 |
| 17 | A Midwinter Night's Dream           | Sogno di una notte d'inverno   | 10 febbraio 1994  |                 |
| 18 | And the Whimper is...               | Né vincitori né vinti          | 17 febbraio 1994  |                 |
| 19 | Give Him the Chair!                 | La poltrona                    | 17 marzo 1994     |                 |
| 20 | Fortysomething                      | Crisi di mezza età             | 31 marzo 1994     |                 |
| 21 | Travels with Martin                 | Travels with Martin            | 14 aprile 1994    | 2 ottobre 2004  |
| 22 | Author, Author                      | L'autore                       | 5 maggio 1994     |                 |
| 23 | Frasier Crane's Day Off             | Il giorno libero               | 12 maggio 1994    |                 |
| 24 | My Coffee with Niles                | My Coffee with Niles           | 19 maggio 1994    | 5 ottobre 2004  |